# Eric Warren Singer
Eric Warren Singer (Estados Unidos, 1 de agosto de 1968) é um roteirista americano. Como reconhecimento, foi nomeado ao Oscar 2014 na categoria de Melhor Roteiro Original por American Hustle e venceu o BAFTA 2014 nessa categoria. Mais recentemente, foi um dos responsáveis pelos roteiros de Only the Brave (2017) e Top Gun: Maverick (2022).